# Makówiec Duży
Makówiec Duży – wieś sołecka w Polsce położona w województwie mazowieckim, w powiecie mińskim, w gminie Dobre.
W latach 1975–1998 miejscowość administracyjnie należała do województwa siedleckiego.
Wierni Kościoła rzymskokatolickiego należą do parafii św. Mikołaja w Dobrem.

## Historia
- 17 lutego 1831 roku pod wsią rozegrała się bitwa pod Dobrem
- 3 września 1865 roku we wsi urodził się Konstanty Laszczka

## Pomniki
- Przy drodze wojewódzkiej DW 637 na polu kamienny głaz z inskrypcją - pomnik upamiętniający miejsce urodzenia rektora Akademii Sztuk Pięknych w Krakowie, Konstantego Laszczki.
- Przy drodze wojewódzkiej DW 637 pomnik upamiętniający bitwę pod Dobrem.